# Synerise
Synerise [ˈsɪnɛˌɹaɪz] – polskie przedsiębiorstwo informatyczne z siedzibą w Krakowie, tworzące oprogramowanie w sektorze big data i sztucznej inteligencji (AI). Spółka rozwija i licencjonuje platformę analizującą i interpretującą dane behawioralne oraz automatyzującą procesy biznesowe.
Autorskie rozwiązania Synerise obejmują także algorytm AI do silników rekomendacji i przewidywania zdarzeń, podstawowy model danych behawioralnych oraz system zarządzania bazami danych kolumnowo-wierszowymi.
Firma posiada także biura w Warszawie, Madrycie, San Francisco i Dubaju. W kwietniu 2022 wartość firmy wyceniano na poziomie 92–138 milionów dolarów (368-552 milionów złotych).

## Historia

### Geneza
W marcu 2012 koledzy z krakowskiej agencji interaktywnej Eskadra Opcom (części grupy reklamowej Grupa Eskadra), Miłosz Baluś, Krzysztof Kochmański i Jarosław Królewski założyli spółkę Humanoit Group. Firma tworzyła systemy zarządzania projektami, aplikacje do zarządzania jednostkami edukacyjnymi, budowania ankiet i badań społecznych oraz systemy do zarządzanią branżą HoReCa. 
Baluś, wówczas dyrektor techniczny, jest absolwentem Akademii Górniczo-Hutniczej im. Stanisława Staszica w Krakowie, gdzie studiował geoinformatykę. W Eskadrze Opcom od 2007 roku kierował zespołem developerów, a od 2010 zarządzał jej webowym skrzydłem Digital DNA. Kochmański jest projektantem graficznym. Natomiast Królewski, który w Eskadrze Opcom odpowiadał za kwestie usability, user experience oraz programowanie frontendu, został prezesem nowej spółki. Jest socjologiem, programistą, badaczem i wykładowcą na AGH, gdzie od 2010 roku prowadzi zajęcia z technologii internetowych i mobilnych. 
W 2013 roku Baluś, Kochmański i Królewski brali udział w powstawaniu platformy do e-mail marketingu Freshmail. Humanoit Group zaangażowała się w badania zachowań konsumenckich.

### Koncentracja na big data oraz AI
20 czerwca 2013 roku w nowe przedsięwzięcie firmy Humanoit Group, dotyczące zagadnień business intelligence i big data zainwestował Fundusz Zalążkowy Krakowskiego Parku Technologicznego. Z 30-procentowym udziałem Funduszu powstała spółka HG Intelligence, która tworzyła platformę wspierającą operacyjnie firmy i korporacje w zarządzaniu relacjami z klientami. We wrześniu 2013 HG Intelligence nawiązała przełomowe dla siebie partnerstwo z firmą obuwniczą Grupa Gino Rossi. 
W lutym 2014 firmy uruchomiły pierwszą w Polsce inicjatywę w handlu detalicznym z wykorzystaniem technologii Bluetooth Low Energy – narzędzie analityki biznesowej łączące big data z mechanizmami uczenia maszynowego i sztucznej inteligencji do optymalizacji sprzedaży i marketingu. Wielokanałowa platforma nazwana „Synerise”, w połączeniu z beaconami i aplikacją mobilną, pozwoliła na analizę zachowań i określenie potrzeb konsumentów poprzez obsługę płatności mobilnych, marketing automation oraz wzmacnianie lojalności klienta. Wykorzystując technologię iBeacon i połączenie z systemami PoS integruje dane o aktywności konsumentów online i offline.

### Wzrost wartości
W grudniu 2015 HG Intelligence została przyjęta przez Microsoft do programu wsparcia start-upów BizSpark, z grantem 120 tysięcy dolarów na konsumpcję przez platformę Synerise mocy obliczeniowej usługi chmurowej Windows Azure. W tym czasie do Funduszu Zalążkowego Krakowskiego Parku Technologicznego jako inwestora spółki HG Intelligence dołączył fundusz inwestycyjny Satus Venture. 1 lipca 2016 spółka HG Intelligence formalnie przyjmuje nazwę rozwijanej przez siebie platformy Synerise. 
We wrześniu 2016, firma osiągnęła wycenę 50 milionów złotych i w emisji niepublicznej pozyskała od aniołów biznesu kapitał na rozwój nowej klasy produktów i wprowadzając platformę do sektora małych i średnich przedsiębiorstw. W styczniu 2017 Synerise stała się produktem w pełni komercyjnym, wraz z rozwijanym zastosowaniem w sektorze e-commerce oraz do planowania i mierzenia efektywności mediów cyfrowych (w integracji z platformą DoubleClick).
W czerwcu 2017, w kolejnej emisji akcji mniejszościowe udziały w spółce Synerise należące do funduszu Satus stały się przedmiotem transakcji ze zwrotem w wysokości 29-krotności zainwestowanych środków, a Synerise został dokapitalizowany w wysokości 16.4 mln złotych. Wpływy z emisji wykorzystano na rozwój algorytmów procesów autonomicznych. W 2018 roku firma zainwestowała 25 mln złotych w rozwiązania dotyczące sztucznej inteligencji i automatyzacji. W 2019 roku zainwestowała 35 milionów złotych w badania i rozwój algorytmów procesów autonomicznych.

### Rozszerzanie działalności
W ciągu pierwszych czterech lat obecności na rynku Synerise była jednym z najszybciej rozwijających się przedsiębiorstw w Polsce – uzyskała wycenę na poziomie 85 milionów dolarów (323,5 milionów złotych). W przełomowym dla spółki 2018 roku rozwiązania biznesowe Synerise osiągnęły trzykrotny wzrost bazy użytkowników. Magazyn Forbes nazwał Synerise „jedną z najbardziej perspektywicznych firm technologicznych w Polsce”. natomiast prezesa spółki Królewskiego określano „informatykiem-wizjonerem”, oraz „jednym z najbardziej obiecujących młodych polskich biznesmenów, działających w branży technologicznej”.
W styczniu 2019 firma nie planowała sprzedaży swoich udziałów. Inwestowała we własność intelektualną, nowe systemy przechowywania danych, a także rozwój specjalizacji AI. We wrześniu 2018 na stanowisko Chief Ideatora do spółki dołączył ekonomista Krzysztof Rybiński, były wiceprezes Narodowego Banku Polskiego, profesor Data Science na Akademii Finansów i Biznesu Vistula.
Firma koncentruje się na rynkach AI i Martech w Amerykach, na Bliskim Wschodzie oraz regionie APAC, w tym Malezji i Singapurze. Jako partner technologiczny firmy Microsoft, Synerise współpracuje z jej klientami w Hiszpanii, Grecji i Wietnamie. W lutym 2019 Synerise otworzyła biuro w Dubaju. Od 2019 roku spółka współpracuje z Bankiem Pekao, a także Ernst & Young, Bain & Company oraz Integrated Solutions. W maju 2019 spółka otworzyła biuro w Madrycie. Za pośrednictwem partnerów prowadzi działalność w Indiach, Brazylii oraz Stanach Zjednoczonych.
W czerwcu 2019 Synerise dołączyła do programu akceleratora zalążkowego Europejskiego Instytutu Innowacji i Technologii EIT Digital Accelerator. W lutym 2022 Synerise nawiązała współpracę z Seed Group Ahmeda bin Saeeda Al Maktouma, aby dołączyć do cyfrowej transformacji Zjednoczonych Emiratów Arabskich. W maju 2022 Synerise pozyskała rundę finansowania o wartości 23 mln dolarów prowadzoną przez technologiczny fundusz inwestycyjny Carpathian Partners. W grudniu 2023 Simon Hay, były prezes spółki Dunnhumby, został mianowany dyrektorem wykonawczym Synerise.

## Oprogramowanie i usługi

### Zbieranie i analiza danych
Platforma Synerise AI Growth Cloud, opracowana pod koniec 2015 roku, jest ekosystemem business intelligence, wzbogaconym o algorytmy sztucznej inteligencji. Wykorzystuje duże zbiory danych (big data) w rozwoju biznesu, pomagając firmom zarządzać danymi, zrozumieć zachowania klientów oraz lepiej odpowiadać na ich potrzeby.
Platforma monitoruje i analizuje wszelkie przypadki zetknięcia się konsumenta z daną marką: częstość odwiedzin sklepów stacjonarnych oraz każdorazowe zainteresowanie produktami. Platforma jest integrowana ze stronami i systemami właściciela marki oraz w serwisach społecznościowych. Z kolei mapy ścieżek zakupowych konsumenta tworzą sensory Wi-Fi mierzące czas, jaki konsument spędził w danym sklepie i przy których półkach zatrzymał się najdłużej. W analizie brane są pod uwagę także czynniki zewnętrzne, jak kurs dolara czy warunki atmosferyczne.
Następnie platforma analizuje aktywności zakupowe właścicieli smartfonów w czasie rzeczywistym, badając szybkość reakcji na komunikaty sprzedażowe, oraz przewidując zachowania konsumenckie i szacując poziom ich zamożności.

### Wykorzystanie w praktyce
Otrzymywane dane na temat zachowań konsumentów stanowią aktualną pomoc w zarządzaniu sprzedażą i strategią cenową oraz segmentacji produktów. Analiza gromadzonych danych transakcyjnych i behawioralnych pozwala na indywidualny scoring i segmentację konsumentów oraz automatyzację działań marketingowych i tworzenie indywidualnych programów lojalnościowych. W ich wyniku narzędzia platformy podnoszą skuteczność sprzedaży i generują nowy przychód lub oszczędności.
Platforma jest oparta na analizie AI połączonej z siecią semantyczną, analizą predykcyjną, uczeniem maszynowym oraz automatyzacją marketingu. Na potrzeby platformy firma Synerise rozwija metody przetwarzania dużych ilości danych w skali globalnej, z własnym silnikiem bazy danych w pamięci.
Synerise umożliwia integrację systemów magazynowych, dostępności produktów, programów lojalnościowych oraz danych o klientach pochodzących zarówno z systemów do prowadzenia działań marketingowych (e-mail, SMS, proximity), a także aktywności w serwisach internetowych i mediach społecznościowych. Możliwe jest także tworzenie i rozwój programów lojalnościowych, pozwalających na skuteczne przeprowadzenie transakcji w sklepach poprzez integrację z systemami POS.

### Infrastruktura IT
Synerise tworzy własne technologie z zakresu AI: przetwarzanie danych, system bazodanowy, oraz otwartą platformę. Jako ekosystem typu „wszystko w jednym”, platforma Synerise przetwarza miliardy zdarzeń danych użytkownika w czasie rzeczywistym, w wielu kanałach, co pozwala na tworzenie spersonalizowanych ścieżek zakupów klientów i kompleksowe zarządzanie relacjami z klientami. Do czerwca 2018 platforma Synerise przeanalizowała ponad 4 miliardy transakcji zakupu o wartości prawie 10 miliardów Euro miesięcznie. Jest w stanie przetworzyć 100 tysięcy jednoczesnych żądań na sekundę, dla spersonalizowanych treści opartych na głębokiej, dynamicznej segmentacji o zasięgu globalnym. Spółka ma w swoich systemach dane transakcyjne oraz dane behawioralne na temat blisko 120 miliardów transakcji, co odpowiada ok. 5 proc. polskiego PKB.
Synerise jest jedną z nielicznych firm, która stworzyła własny system bazodanowy. Platforma Synerise posiada rozbudowane SDK produktowe, umożliwiające zbudowanie spójnego ekosystemu z aplikacją mobilną, narzędziem marketing automation, systemem scoringowym, programem lojalnościowym, mechanizmem grywalizacji – zintegrowanych z POS, systemami rejestracji, SSO oraz ecommerce, łącznie z możliwością obserwacji interakcji i transakcji zawieranych w lokalizacjach offline.

## Badania i rozwój

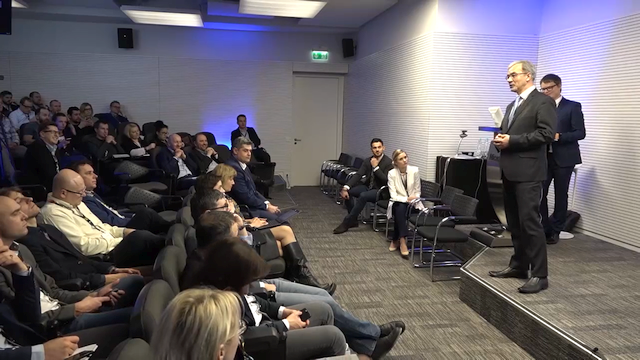
Światowy debiut platformy Synerise z udziałem wiceministra inwestycji i rozwoju Jerzego Kwiecińskiego, Styczeń 2017

Synerise przyznaje, że jest „firmą inżynierską, która ofensywnie wprowadza nowe produkty”. Jej działalność koncentruje się na ekspansji w dziedzinie inteligentnych systemów. Spółka współpracuje z międzynarodowymi korporacjami, działającymi w handlu detalicznym, finansach, telekomunikacji oraz e-commerce, a także z organizacjami badawczo-rozwojowymi.
Spółka rozpoczęła prace nad projektem „Rozwój technologii wnioskowania oraz predykcji zachowań konsumenckich dla automatyzacji procesów marketingowych oraz sprzedażowych”, realizowanym w ramach Regionalnego Programu Operacyjnego Województwa małopolskiego z Funduszy Europejskich na lata 2014-2020. Celem projektu jest rozwój innowacyjnych, prototypowych modułów egzekucyjnych i analitycznych wspartych przez machine learning i sztuczną inteligencję zintegrowane z platformami wielokanałowymi.
W listopadzie 2020 Synerise otworzyła na zasadach open-source swój algorytm sztucznej inteligencji Cleora, służący do systemów rekomendacji i predykcji zdarzeń. W styczniu 2023 roku firma wprowadziła platformę AI do modelowania behawioralnego BaseModel. Narzędzie przekształca surowe dane w profile behawioralne i tworzy spersonalizowane oferty. Było używane w e-commerce, handlu detalicznym, hotelarstwie, mediach i bankach, w tym BNP Paribas.

## Inicjatywy powiązane

### Partnerstwa z uczelniami
Synerise współpracuje z Akademią Górniczo-Hutniczą w Krakowie, spółka współfinansuje nowe kierunki podyplomowych studiów biznesowo-technologicznych w dziedzinie marketingu internetowego, wraz z kierunkiem magisterskim w dziedzinie e-gospodarki. Program studiów współtworzył Królewski.
W sierpniu 2018 Synerise we współpracy z Uniwersytetem Ekonomicznym w Poznaniu ustanowił studia doktoranckie w zakresie Data Science w biznesie i administracji, w ramach programu doktoratu wdrożeniowego organizowanego przez Ministerstwo Nauki i Szkolnictwa Wyższego. Pierwszy tego typu program w Polsce, przeznaczony dla profesjonalistów pracujących nad rozwiązaniami z dziedziny sztucznej inteligencji.

### Wisła Kraków
Od 2019 roku Synerise jest oficjalnym sponsorem klubu piłkarskiego Wisły Kraków (Królewski jest jego prezesem i współwłaścicielem). Obok flagowej drużyny firma wspiera także wiślacką Akademię oraz sekcję kobiet.

### Pozostałe inicjatywy
W kwietniu 2015 HG Intelligence zainicjowała projekt non-profit BeaconValley.io, w którym programistom, lokalnym firmom i instytucjom publicznym udostępniono otwartą sieć beaconów do identyfikacji potrzeb użytkowników. Hackathon projektu odbył się w czerwcu 2015.
Z inicjatywy Królewskiego spółka Synerise stworzyła ogólnopolski program nauczania sztucznej inteligencji AI Schools & Academy. Inicjatywę uruchomiły i sfinansowały Microsoft, EY, PZU, Media Expert, CCC, Żabka, Bank Pekao oraz Eobuwie.pl. Projekt zainaugurowano w grudniu 2018, z budżetem 6 milionów złotych rocznie. Składał się na regularne lekcje na temat sztucznej inteligencji, dopasowane do wieku uczniów. We wrześniu 2019 nauczyciele w przedszkolach, szkołach podstawowych i średnich otrzymali dostęp do kursów w formacie Open Data oraz dotacje na dodatkowe klasy. Wybitnych uczniów i nauczycieli nagrodzono stypendiami.
W listopadzie 2018 Synerise dołączyło do partnerów programu akceleracji Elektro ScaleUp, w którym Polska Agencja Rozwoju Przedsiębiorczości wspiera startupy pracujące nad innowacjami w branży elektromobilności. Przedstawiciele Synerise regularnie biorą udział w publicznej debacie dotyczącej rozwoju sztucznej inteligencji i robotyki obecnej w codziennym życiu.
W sierpniu 2021 Synerise dostarczyło platformę dla Białostockiego Centrum Onkologii w zakresie zgłaszania pacjentek na badania profilaktyczne w obrębie piersi.

### Publikacje książkowe
Jarosław Królewski jest inicjatorem i współredaktorem (wraz z Pawłem Salą) podręcznika E-Marketing. Współczesne trendy. Pakiet startowy, którego pierwsze wydanie, wydane w listopadzie 2013 przez Wydawnictwo Naukowe PWN, współtworzyło 33 autorów.
Marcin Zaremba, były dyrektor ds. produktu Synerise, jest autorem książki Mobile dla menedżerów. Czyli jak tworzyć dobre produkty mobilne, wydanej w maju 2015.
W maju 2023 Królewski wraz z Rybińskim wydał esej Algokracja. Jak i dlaczego sztuczna inteligencja zmienia wszystko? (Wydawnictwo Naukowe PWN).

## Nagrody i wyróżnienia
W październiku 2017 roku Synerise znalazła się wśród firm na wydarzeniu Startupy w Pałacu, w Pałacu Prezydenckim w Warszawie. W listopadzie 2017 Baluś, Kochmański i Królewski, znaleźli się na publikowanej przez Financial Times liście „New Europe 100", wyróżniającej „najzdolniejszych i najlepszych obywateli Europy Wschodniej, którzy zmieniają społeczeństwa regionu, politykę lub środowiska biznesowe”.
W czerwcu 2018 Microsoft wyróżniło Synerise za innowacyjność technologii, wśród finalistów globalnej kategorii Partner Roku Rynku Detalicznego. Prezes Microsoftu Satya Nadella, wyróżnił Synerise jako „chmurę marketingową następnej generacji”. W 2016 i 2017 roku Synerise została uznana przez Microsoft za jednego z największych kluczowych partnerów Microsoft Azure, z dotacjami obliczeniowymi przekraczającymi 200 tysięcy dolarów. W listopadzie 2018 Królewski znalazł się wśród laureatów Innowacji i Technologii na liście wybitnych osobowości polskiego świata cyfrowego i nowych technologii Digital Shapers, stworzonej przez Fundację Digital Poland.
W marcu 2019 firma Synerise otrzymała nagrodę Forum Gospodarczego TIME, w kategorii Polska Firma Roku ICT, za wdrożenie innowacyjnego programu edukacyjnego opartego na sztucznej inteligencji. W czerwcu 2021 Synerise zajęła trzecie miejsce w Międzynarodowym konkursie odkrywania wiedzy i eksploracji danych, organizowanym przez Association for Computing Machinery. W roku 2021 i 2022 roku firma doradcza Deloitte umieściła Synerise w rankingu Deloitte Technology Fast 50 Central Europe. Synerise został również laureatem Twitter RecSys Challenge 2021, Booking.com Data Challenge 2021 oraz Rakuten Data Challenge.
W 2022 i 2023 roku Synerise została sklasyfikowana przez Financial Times najwyżej wśród polskich spółek w sektorze technologii w rankingu FT1000 – Europe's Fastest Growing Companies, była również najszybciej rosnącą polską spółką w segmencie sztucznej inteligencji w roku 2023. W 2023 roku Minister Rozwoju i Technologii Waldemar Buda, nadał Synerise odznakę honorową za zasługi dla rozwoju gospodarki Rzeczpospolitej Polski.